# Francuski pokret otpora
Francuski pokret otpora (franc. Résistance) djelovao je protiv njemačke okupacije i kolaboracionske francuske vlade tijekom Drugog svjetskog rata.
Francuski pokret otpora je bio podređen odboru Slobodne Francuske u Londonu, i pod upravom Charles de Gaullea i francuskoj vladi u egzilu. Članovi ovoga pokreta organizirali su pomoći ratnim zarobljenicima, propagandu sabotaže i subverzije kao i vojne aktivnosti u prilog savezničkih država.
Organizacija pokreta otpora počela je gotovo odmah nakon što je maršal Philippe Pétain 1940. potpisao primirje s nacističkom Njemačkom.

## Akcije otpora
1940. započeli su u Parizu prvi studentski prosvjedi protiv njemačke okupacije, i Višijske vlade, koja je osnovana kao organ suradnje s njemačkom vladom na čelu s maršalom Philippe Pétainom.
1942. su Gaullisti u Londonu s članovima pokreta otpora uskladili koordiniraciju aktivnosti protiv rastuće njemačke i državne represije. Do jačanja organizacija došlo je nakon ujedinjenja političkih snaga otpora: Delegat de Gaullea Jean Moulin koji je bio sposoban organizator, imenovan je predsjednikom pokreta otpora.